# Xylocopa yunnanensis
Xylocopa yunnanensis là một loài Hymenoptera trong họ Apidae. Loài này được Wu mô tả khoa học năm 1982.